# Slag bij Hoogwoud
De Slag bij Hoogwoud vond plaats op 28 januari 1256. Hij was onderdeel van de West-Friese Oorlogen. Graaf Willem II van Holland en Zeeland was bezig met een veldtocht tegen de West-Friezen en sneuvelde tijdens de slag, nadat hij met zijn paard door het ijs zakte.

## Voorgeschiedenis
In 838 vormde Lotharius I Frisia, een gebied dat het huidige Noord- en Zuid-Holland, alsmede Friesland omvatte. De Deense gebroeders Rorik en Harald kregen het gebied in leen, met de opdracht de invasies van de Vikingen tegen te gaan. De latere graven van dit gebied noemden zich graven van Friesland. Doordat de Zuiderzee meer en meer een wig dreef in het land, ontstond er een verwijdering tussen West-Friesland en de rest van Friesland. West-Friesland was onderverdeeld in de gewesten Texla, Wirion, Westflinge, Rekere en een deel van Waterland. Tussen 1049 en 1076 nam het grafelijke gezag in het gebied van West-Friesland af. De West-Friezen voelden zich niet langer gebonden aan de plichten, die inwoners van een graafschap opgelegd kregen. Zo betaalden zij geen belasting en leverden ook geen mannen en jongens voor het leger van de graaf. Graaf Floris noemde zich rond 1100 ook niet langer graaf van Friesland, maar van Holland. Graaf Dirk VI viel in 1132 het gebied van West-Friesland binnen vanuit Alkmaar in een poging zijn gezag te doen laten gelden. De strijd eindigde onbeslist. De rest van de twaalfde eeuw probeerden verschillende graven van Holland de West-Friezen te onderwerpen. In 1195 was Dirk VII graaf van Holland (en sinds kort ook van Zeeland) en was diens jongere broer Willem, graaf van Friesland geworden.  Toen Dirk in 1203 stierf, volgde zijn dochter Ada hem op. Willem van Friesland, erkende zijn schoonzuster niet als gravin en viel Zeeland binnen. Hij wist het graafschap Holland en Zeeland te veroveren. Tijdens de regering van Willem en zijn opvolger Floris IV bleef het rustig en steunden de West-Friezen hun graven weer. Toen in 1234 Willem II graaf van Holland en Zeeland werd, leek alles bij het oude te blijven.

## Voorspel
Toen Willem II in 1247 in Aken tot Rooms-koning gekroond werd, was hij kandidaat voor de keizerskroon van het Heilige Roomse Rijk. De West-Friezen steunden Willem II bij het beleg van Aken in 1248. Daarna sloeg de stemming om. De West-Friezen wilden hun zelfstandigheid terug. Willem legde een verdedigingslinie van een aantal burchten, zoals de Torenburg bij Alkmaar, aan in het Kennemerland, tegen de grens van West-Friesland. In 1254 kwamen de West-Friezen tegen Willem in opstand terwijl deze zich in Duitsland bevond. Na zijn huwelijk met Elisabeth van Brunswijk, dochter van hertog Otto I van Brunswijk, in 1252 werd Willem namelijk als een serieuze kandidaat voor de keizerskroon gezien. De West-Friezen leken te willen profiteren van de afwezigheid van de graaf. In 1255 was voor Willem de tijd gekomen om orde op zaken te stellen. Na de slag bij Westkapelle in 1253 stelde hij zijn belangen in Zeeland veilig en kon hij zich concentreren op West-Friesland. 
Hij versterkte eerst de verdediging van zijn graafschap en legde aanvalswegen aan. In 1255 deed Willem zijn eerste poging. Hoewel hij aanvankelijk terrein won, - hij veroverde ongeveer negen parochies -, liep zijn leger vast in de drassige gebieden van West-Friesland. Het regende die zomer flink en de West-Friezen hadden overal versterkingen aangelegd. De graaf trok zich terug en wachtte de winter af, als het terrein bevroren zou zijn.

## Legers
Het gebied dat Willem definitief op de knieën wilde dwingen, was eigenlijk relatief klein. Het bestond uit 52 dorpen. In totaal waren er ongeveer 3539 weerbare mannen en jongens beschikbaar. Het graafschap Holland (met Zeeland) telde in die tijd een bevolking van rond de 200.000 mensen en was in staat om een leger van 500 ruiters en 10.000 voetsoldaten op de been te brengen. Sommige bronnen spreken over een leger van 30.000 man, maar daar is geen bevestiging van. De strijdmacht van de West-Friezen bestond uit boeren en vissers die goed bekend waren met het terrein en de strijd in het open veld vermeden. Men gebruikte een gevechtstactiek die tegenwoordig wordt omschreven als guerrilla. Men maakte optimaal gebruik van het terrein. West-Friesland bestond in die tijd uit grote meren, moerassen en drassig terrein, ideaal voor het leggen van hinderlagen.

## De slag
Rond kersttijd 1255 voegde Willem II zich bij zijn leger in Alkmaar en trok later naar Vronen. Willem wist dat hij eerst de grote meren bij Schermer en Heerhugowaard moest oversteken. In feite was dit een binnenzee die geheel overdekt was met ijs.  In januari 1256 trok Willem II dan op tegen de West-Friezen. Willem splitste het leger in twee slagordes. De ene helft rukte onder leiding van Willem van Brederode op in de richting van Medemblik. Het waren vooral de ruiters die met Brederode oprukten. De ridders zagen het niet zitten om over de bevroren meren te trekken. Willem plaatste zichzelf aan het hoofd van de andere afdeling, die voornamelijk bestond uit voetsoldaten en rukte op in de richting van Hoogwoud, waar de hoofdmacht van de West-Friezen lag. Zijn bedoeling was dat de slagorde van Brederode oprukte naar Drechterland om zo de West-Friezen naar zich toe te lokken. De slagorde van de graaf moest dan heimelijk oprukken door de Heerhugowaard en de landengte tussen het Wogmeer en de Baarsdorpermeer overtrekken. Op die manier kon het Hollandse leger de West-Friezen in de tang nemen.
Brederode's ruitermacht maakte echter weinig haast en ging zich te buiten aan plunderingen en het stelen van koeien en schapen. De West-Friezen, die wisten dat zij in een directe confrontatie in het nadeel waren, verspreidden zich tussen de moerassen en vermeden een veldslag in het open veld. De slagorde van Willem II passeerde het Waardermeer en kwam bij het Berkmeer bij Hoogwoud. De West-Friezen gingen in een hinderlaag liggen achter een aantal rietbossen bij het Berkmeer. Het ijs was slechter dan gedacht en regelmatig moesten de voetsoldaten omwegen maken. Ook gleden de mannen regelmatig uit op het ijs en de bevroren grond. Willem II reed met een kleine verkenningseenheid vooruit. Hij was ongeduldig omdat hij nog geen vijand zag en er op gebrand was de hoofdmacht van de West-Friezen te breken. Langzaam dwaalde hij van zijn leger af. Vermoedelijk wilde hij het ijs van het Berkmeer oversteken, maar het ijs was te dun voor en ruiter met een volledige wapenuitrusting. Man en paard zakten door het ijs. De verraste West-Friezen kwamen achter de rietbossen vandaan en sloegen Willem II dood. Dit was opmerkelijk. In de middeleeuwen was het de gewoonte een ridder of ander adellijk persoon tijdens een veldslag gevangen te nemen en daarna voor losgeld vrij te laten. Aangenomen kan worden dat de West-Friezen eerst niet wisten dat zij de zo'n vooraanstaand persoon hadden gedood. Dit verklaart ook waarom zijn lijk niet werd achtergelaten, maar begraven werd onder een woning in Hoogwoud. De geschrokken West-Friezen moeten pas later ontdekt hebben dat zij de Duitse koning hadden gedood. Beducht voor wraak werd het lijk snel begraven. De slagorde van Willem raakte na het verlies van hun aanvoerder in paniek en werd door de West-Friezen in de pan gehakt. Slechts enkele soldaten konden ontkomen. De ruiters van Brederode keerden op 30 januari terug in Alkmaar.

## Naspel
De dood van Willem II had een grote impact in het toenmalige Europa. Men was geschokt door wat men noemde 'de laffe moord op de Roomse koning'. De zoon van Willem II, Floris V, nam in 1282 wraak. Hij viel West-Friesland binnen en veroverde Hoogwoud. Het lijk van Willem werd gevonden en het grootste deel van het dorp werd uitgemoord door de Hollandse troepen. Willems lichaam werd herbegraven in Middelburg.